# Окунь Лев Борисович
Лев Бори́сович О́кунь (*7 липня 1929, Сухінічі, Калузька область—23 листопада 2015) — російський вчений, дійсний член РАН (з 1990 р.), доктор фізико-математичних наук, начальник лабораторії Інституту теоретичної та експериментальної фізики. Спеціаліст з теорії елементарних часток (теорія слабкої взаємодії, комплексні (багаточастинкові) моделі елементарних часток і таке інше).

## Віхи біографії
- В 1953 році закінчив Московський інженерно-фізичний інститут.
- З 1954 року працює в Інституті теоретичної і експериментальної фізики.
- В 1956 році захистив кандидатську дисертацію, в 1961 — докторську.
- В 1962 році отримав звання професора.
- 1 липня 1966 року вибраний членом-кореспондентом АН СРСР по відділенню ядерної фізики.
- 15 грудня 1990 року вибраний академіком АН СРСР по відділенню ядерної фізики.

## Улюблені напрями праці
Одна з улюблених тем досліджень Окуня — перевірка границь наших знань про основні принципи природи. Він аналізує точність принципів, які лежать в основі теорії: безмасовість фотона, закон збереження електричного заряду, електронейтральність атомів, принцип Паулі, СРТ-інваріантність. Він формулює і аналізує гіпотези про
існування так званої «дзеркальної» матерії, нових дальнодійних сил, аномально великого електричного та магнітного дипольного моменту нейтрино.
Досить характерною працею цього напряму є його знаменита стаття про визначення «фізичної маси».